# Ljubljana–Zágráb-vasútvonal
A Ljubljana–Zágráb-vasútvonal (szlovénül: Železniška proga Ljubljana–Zagreb, horvátul: Pruga Ljubljana–Zagreb) egy 142 km hosszú vasútvonal Szlovéniában és Horvátországban, Ljubljana és Zágráb között. A vonal a Száva völgyét követi. Része a X. páneurópai közlekedési folyosónak, egyik irányban folytatódik Salzburg felé, a másik irányba Szkopje és Szaloniki felé.
A vonalon közlekedett az Orient expressz is 1919 és 1977 között. Ljubljana és Dobova között 3 kV egyenárammal, Dobova és Zágráb között 25 kV 50 Hz-cel villamosított és végig kétvágányú.

## Lásd még
- Zágráb–Belgrád-vasútvonal